# Wojciech Parchem

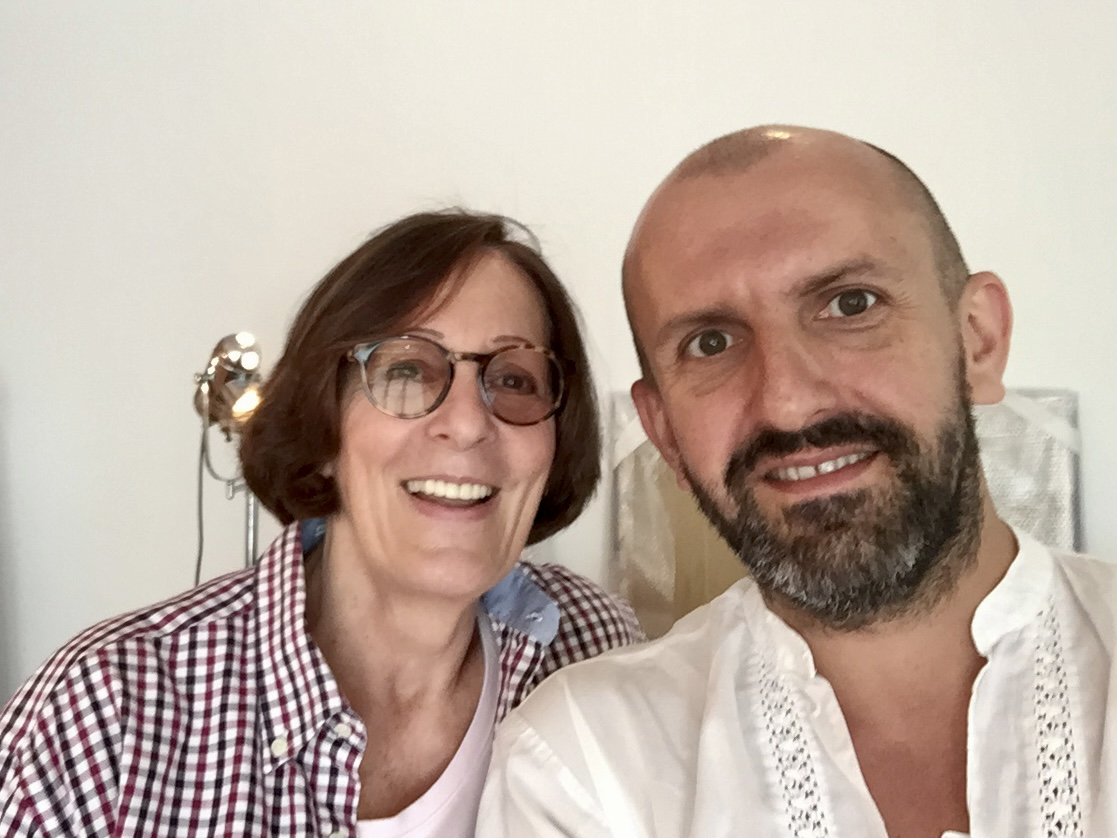
Deborah Polaski i Wojciech Parchem, Berlin 2016 (fot. archiwum artysty)

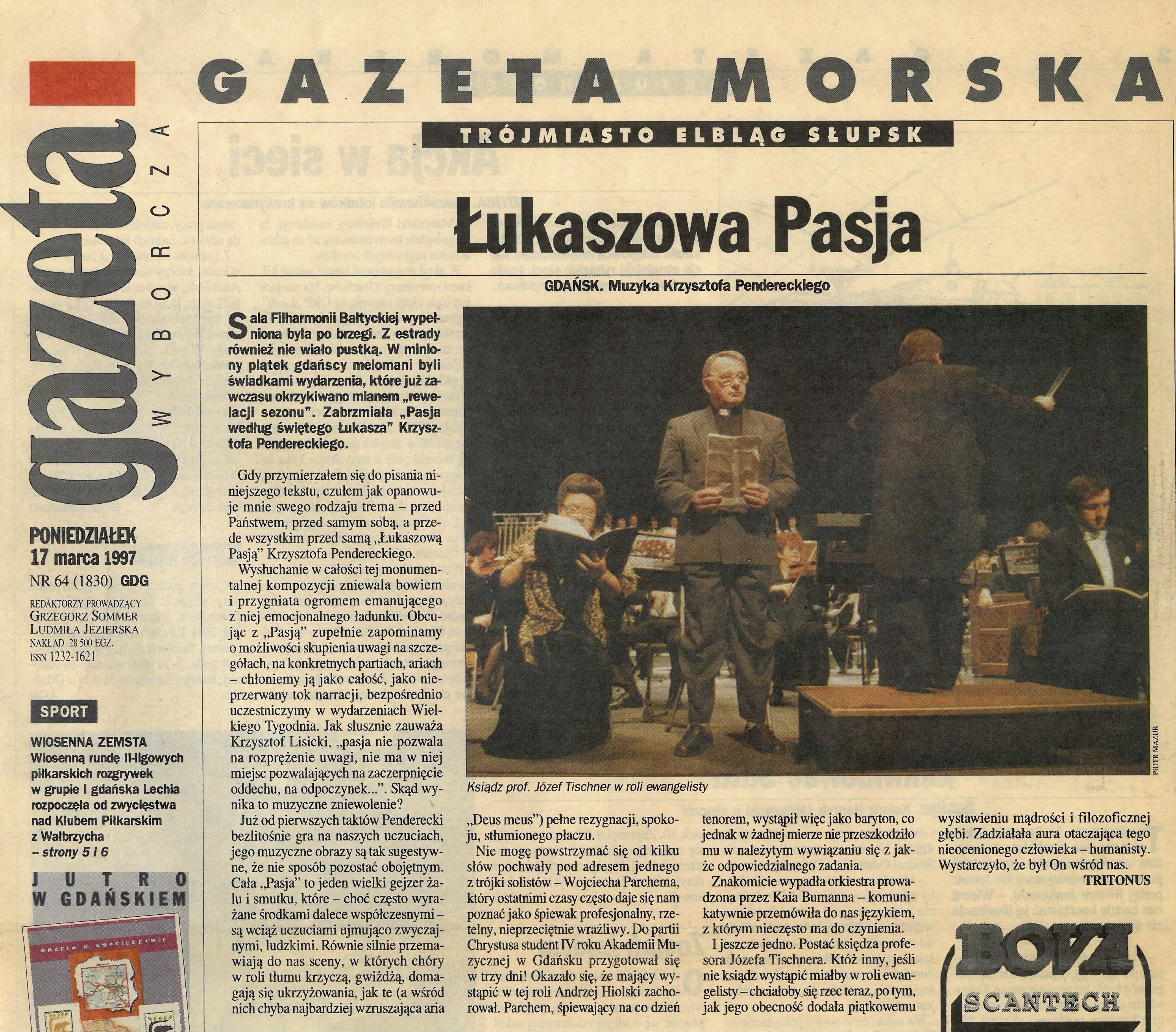

Wojciech Parchem (ur. 1974) – polski śpiewak operowy, tenor, menedżer kultury i badacz przekładu.

## Życiorys
Ukończył Liceum Muzyczne im. Feliksa Nowowiejskiego w Gdańsku w klasie fortepianu, następnie studia wokalne w Akademii Muzycznej im. Stanisława Moniuszki w Gdańsku w klasie Haliny Mickiewiczówny oraz w Hochschule für Musik Hanns Eisler w Berlinie w klasie prof. Scota Weira, gdzie studiował jako stypendysta Polsko-Niemieckiego Towarzystwa Akademickiego w Krakowie oraz Fundacji Alferda Toepfera w Hamburgu. Jest również absolwentem studiów MBA prowadzonych przez Akademię Ekonomiczną w Poznaniu wraz z Georgia State University w Atlancie, a także Szkoły Głównej Handlowej w Warszawie oraz Instytutu Anglistyki Uniwersytetu Warszawskiego, w którym ukończył studium doktoranckie. W 2024 roku na podstawie rozprawy pod tytułem Towards a Participation Theory. Explorations in the Theory and Practice of Drama and Theatre Translation uzyskał stopień doktora nauk humanistycznych nadany przez Radę Dyscypliny Naukowej Literaturoznawstwo Uniwersytetu Warszawskiego. Doskonalił swe umiejętności wokalne podczas wielu kursów mistrzowskich, m.in. w ramach Bachakademie w Stuttgarcie i Dartington International Summer School. Obecnie jest pod opieką wokalną Deborah Polaski. W 1998 został laureatem VI Międzynarodowego Konkursu Śpiewu Koloraturowego im. Sylvii Geszty w Luksemburgu.
W 1998 r. rozpoczął współpracę z Warszawską Operą Kameralną, z którą był związany zawodowo przez wiele lat. Na scenie tej wykonał liczne role tenorowe, m.in. Achillesa w Tetydzie na Skyros Domenica Scarlattiego, Mitridatesa, Idomenea, Solimana w Zaide i Monostatosa w Czarodziejskim flecie Wolfganga Amadeusza Mozarta, Almavivę w Cyruliku sewilskim Gioacchina Rossiniego, Maksa w Wolnym strzelcu Carla Marii von Webera, Lacę Klemeňa w Jenůfie Leoša Janačka oraz Lurcania w Ariodante Georga Friedricha Haendla. Brał także udział w tournées zagranicznych Warszawskiej Opery Kameralnej w Hiszpanii, Francji i Japonii. Ponadto występował na scenach Deutsche Oper am Rhein w Düsseldorfie, Staatsoper Unter den Linden w Berlinie, Sophiensaele w Berlinie, Opery Wrocławskiej, Teatru Wielkiego - Opery Narodowej, Polskiej Opery Królewskiej i Teatru Narodowego w Warszawie m.in. jako Florestan w Fideliu Ludwiga van Beethovena, Pasterz w Królu Rogerze Karola Szymanowskiego, Luzio w Zakazie miłości Richarda Wagnera, Zefirino w Podróży do Reims Gioacchina Rossiniego, Paw w Zerwanych strunach Parama Vira, Adrasto w Antygonie Tommasa Traetty, Red Whiskers w Billym Buddzie Benjamina Brittena, Oficer w Cardillacu Paula Hindemitha, Stańczyk w Barbarze Radziwiłłównie Henryka Jareckiego i Silvanus Schuller w Czarnej masce Krzysztofa Pendereckiego.
Na estradzie koncertowej Wojciech Parchem debiutował już na pierwszym roku studiów wokalnych, wykonując w 1994 roku w ramach współpracy Akademii Muzycznej im. Stanisława Moniuszki w Gdańsku z Instytutem Muzyki Kościelnej w Erlangen partię Ewangelisty w Passio Christi Johanna Balthasara Christiana Freisslicha. Także w czasie studiów artysta zasłynął przygotowaniem w ciągu dwóch dni partii barytonowej w Pasji wg św. Łukasza Krzysztofa Pendereckiego w zastępstwie za legendarnego Andrzeja Hiolskiego, ratując tym samym uroczyste wykonanie tego dzieła podczas koncertu będącego zwieńczeniem muzycznych obchodów 1000-lecia miasta Gdańska.
Od tego czasu tenor prowadzi intensywną działalność koncertową, w ramach której wystąpił m.in. w filharmoniach: Narodowej, Bałtyckiej, Pomorskiej, Krakowskiej, Zielonogórskiej; Studiu Koncertowym Polskiego Radia im. W. Lutosławskiego, Tonhalle w Zurychu, Cité de la Musique w Paryżu, Konzerthaus w Berlinie, Palau de la Música w Walencji, Filharmonii w Brnie, wykonując dzieła Johanna Sebastiana Bacha, Benjamina Brittena, Grzegorza Gerwazego Gorczyckiego, Georga Friedricha Haendla, Leoša Janačka, Marcina Mielczewskiego, Claudia Monteverdiego, Wolfganga Amadeusza Mozarta, Krzysztofa Pendereckiego, Henry’ego Purcella, Arnolda Schönberga, Mikołaja Zieleńskiego i innych.
Artysta z zamiłowaniem wykonuje dzieła kompozytorów współczesnych, biorąc udział w prawykonaniach m.in. oper Antygona Zbigniewa Rudzińskiego, Madame la Pest Gerharda Stäblera, Immanuel Kant Leszka Możdzera oraz uczestnicząc w projektach takich jak Międzynarodowy Konkurs Kompozytorski im. Stanisława Moniuszki na mikrooperę 12 minut dla Moniuszki. 
Wojciech Parchem współpracował z wieloma zespołami muzyki dawnej w kraju i za granicą oraz dokonał nagrań dla Polskiego Radia i firm fonograficznych, co zaowocowało publikacją szeregu rejestracji na CD. W 2020 roku z jego udziałem ukazało się wysoko ocenione przez międzynarodową krytykę nagranie z Filharmonią w Brnie kantaty Lenora Antonina Rejchy, a w 2024 płyta z muzyką Dawida Ajzensztadta pod tytułem The Music od David Eisenstadt.
Poza działalnością artystyczną Wojciech Parchem pełni od 2006 roku funkcje menedżerskie, m.in. jako kierownik działu organizacji pracy artystycznej w Warszawskiej Operze Kameralnej czy pełnomocnik dyrektora ds. organizacji wydarzeń krajowych i międzynarodowych w Teatrze Wielkim - Operze Narodowej.